# Gerd Niebaum
Gerd Heinrich Niebaum (* 23. Oktober 1948 in Lünen-Brambauer) ist ein deutscher Fußballfunktionär. Der Rechtsanwalt und Notar war vom 29. Juni 1986 bis zum 14. November 2004 Präsident und Vorsitzender der Geschäftsführung von Borussia Dortmund. Vom 1. Juli 1999 bis zum 9. Februar 2005 war er auch als Vorsitzender der Geschäftsführung der Borussia Dortmund KGaA tätig.

## Leben

### Herkunft und Ausbildung
Niebaum ist der Sohn des technischen Direktors der Zeche Minister Achenbach in Lünen-Brambauer. Er machte 1967 in Dortmund sein Abitur. Anschließend studierte Niebaum in Münster Jura. 1976 promovierte er dort mit einer Dissertation zum Thema „Die deliktische Haftung für fremde Willensbetätigungen: e. Unters. vor allem mit Blick auf d. Reichweite d. Verantwortlichkeit für Rechts- u. Rechtsgüterverletzungen iSD § 823 I BGB“. 
Anschließend arbeitete er ebenfalls in Münster als Referendar. 1977 wechselte Niebaum in eine Dortmunder Anwaltskanzlei. Im Jahr danach eröffnete er eine eigene Kanzlei mit dem Schwerpunkt Wirtschaftsrecht.

### Präsident des Vereins Borussia Dortmund
Am 23. Oktober 1984 wurde Niebaum Vizepräsident im Notvorstand des BVB, der, von Reinhard Rauball angeführt, aufgrund der wirtschaftlichen Notlage des Vereins vom Amtsgericht Dortmund eingesetzt wurde. Grund für diesen Notvorstand war die Vermeidung einer Wahl in einem zerstrittenen Verein. Am 29. Juni 1986 wurde er dann Präsident des BVB, als der Verein wirtschaftlich erneut vor dem Konkurs und sportlich kurz vor dem Abstieg aus der Bundesliga stand und sich nur in der Relegation retten konnte. Unter Niebaums Präsidentschaft gewann Borussia Dortmund dann den DFB-Pokal 1989, drei deutsche Meisterschaften (1995, 1996 und 2002), die Champions League 1997 und den Weltpokal 1997. Bereits 1989 hatte Niebaum nach eigener Aussage überlegt, das Amt wegen Überlastung niederzulegen, so dass er den in Leverkusen erfolgreichen Michael Meier als Manager einstellte.
Mit dem Ausbleiben weiterer sportlicher Erfolge um das Jahr 2000 und durch unternehmerische Fehlentscheidungen im Zuge des Stadionausbaus häufte der BVB unter Niebaums Führung Schulden in Höhe von 98 Millionen Euro an. Durch diese Schulden war schließlich sogar die Lizenz des Vereins für die höchste Spielklasse in Gefahr. Die Geschäftsführung unter Niebaum überlegte daher, den Verein durch eine eigens hierfür gegründete KGaA an die Börse zu bringen und flüssige Mittel zu generieren. Der Börsengang im Oktober 2000 erlöste dann etwa 143 Millionen Euro, von denen aber bereits die Hälfte für Verbindlichkeiten gezahlt werden mussten. Am 14. November 2004 trat Niebaum als Vereinspräsident des BVB zurück, nachdem Schulden der KGaA in Höhe von insgesamt über 120 Millionen Euro eingestanden werden mussten. Sein Nachfolger wurde Reinhard Rauball, der auch sein Vorgänger in diesem Amt gewesen war. 
Als Folge der finanziellen Misere trat Niebaum am 9. Februar 2005 auch als Vorsitzender der Geschäftsführung der KGaA zurück. Die Aktie des Fußballvereins stieg nach dieser Meldung auch kurzfristig an, in der Spitze um acht Prozent auf 2,86 Euro, bei einem Ausgabekurs im Jahr 2000 von 11 Euro, fiel später jedoch weiter und notierte im April 2009 sogar kurzzeitig unter 1,00 Euro.

### Anwaltliche Tätigkeit
Niebaum arbeitete danach wieder ausschließlich als Rechtsanwalt und zunächst auch als Notar für seine Kanzlei. Bereits zum 31. Januar 2011 gab Niebaum seine Zulassung als Notar zurück, um damit einem drohenden Entzug des Amtes zuvorzukommen. Erstinstanzlich verlor Niebaum am 27. Mai 2011 seine Anwaltszulassung mit der Begründung „angenommener Vermögensverfall“. Bereits einen Monat später verlor Niebaum vor dem Oberlandesgericht Hamm gegen den Vermieter seiner Kanzleiimmobilie an der B1 und wurde zur Zahlung der Miete und der Nebenkosten bis zum vertraglichen Ende der Mietzeit in Höhe von mehr als 750.000 Euro verurteilt. Zusätzlich folgte am 12. August 2011 eine weitere gerichtliche Niederlage für Niebaum. Die Sparkasse Werl forderte die Zahlung der Schulden des Kanzleikontos und gewann den Prozess um 65.000 Euro.
Am 6. Februar 2012 bestätigte der Bundesgerichtshof Niebaum den Entzug der Anwaltszulassung wegen Vermögensverfalls. In diesen Jahren soll Niebaum bis zu 17,3 Millionen Verbindlichkeiten gehabt haben.
Am 13. Februar 2015 wurde Niebaum vom Landgericht Dortmund wegen Untreue, Kreditbetrugs, des Betruges in zwei Fällen und Urkundenfälschung zu einer Freiheitsstrafe von 20 Monaten auf Bewährung verurteilt. Als Bewährungsauflage musste Niebaum 50 Sozialstunden leisten. Im Übrigen galten vier Monate der Strafe aufgrund der langen Verfahrensdauer bereits als vollstreckt. Er hatte unter anderem gestanden, als Testamentsvollstrecker sich selbst 450 .000 Euro als Darlehen ausgezahlt zu haben.

## Auszeichnungen
- 1996: Bürger des Ruhrgebiets des Vereins pro Ruhrgebiet